# Bourbaki (trois-mâts)
Pour les articles homonymes, voir Bourbaki.
Le Bourbaki est le cinquième bateau d'une série de huit sister-ships, lancés entre le 5 avril 1898 et le 27 juin 1899 par les Chantiers de la Loire à Nantes.

Il fut construit pour la Compagnie René Guillon et René Fleury.

## Caractéristiques
Le Bourbaki ainsi que ses sister-ships (Général de Charette, Mac Mahon, Général de Boisdeffre, Maréchal Davout, Maréchal Lannes, Maréchal de Villars et Maréchal de Turenne) avaient les caractéristiques suivantes :
- Longueur : 79,54 m
- Largeur : 12,26 m
- Creux : 7,29 m
- Tirant d'eau : 6,20 m
- Surface de voilure : 2 631 m2
- Déplacement: 3 110 tonneaux pour 2 297 tonnes de jauge brut
- Gréement: trois-mâts à coffre

## Histoire
Le destin de ce trois-mâts carré est curieusement lié à celui d'un autre navire : le cuirassé France. Ce bateau militaire fut lui aussi construit par les Chantiers de la Loire mais sur le site de Saint-Nazaire.
Face à la concurrence des vapeurs, les grands voiliers comme le Bourbaki sont devenus obsolètes. Mis en vente, il est acheté par la société de récupération de matériaux Neptune. Cette dernière a acheté, en 1935, l'épave du France coulé le 26 août 1922,
Après son achat, le vieux trois-mâts est transformé en ponton pour le transport des ferrailles récupérées. Une grue y sera installée.
Mais, au cours d'une tempête, le 19 décembre 1938, il coule sur son ancre devant l'entrée de Port Haliguen.
Aujourd'hui il ne reste que quelques tôles à plat au fond partiellement ensablées, orientées au 056° . Sa position est 47° 29′ 36″ N, 3° 05′ 54″ O.
L'épave est répertoriée par le Shom sous le no 14573-130.

## Sources
1. ↑  plongée sur épave du Bourbaki

- Les Voiliers nantais